# 川崎市立上丸子小学校
川崎市立上丸子小学校（かわさきしりつ かみまるこしょうがっこう）は、神奈川県川崎市中原区上丸子八幡町にある公立小学校。

## 概要

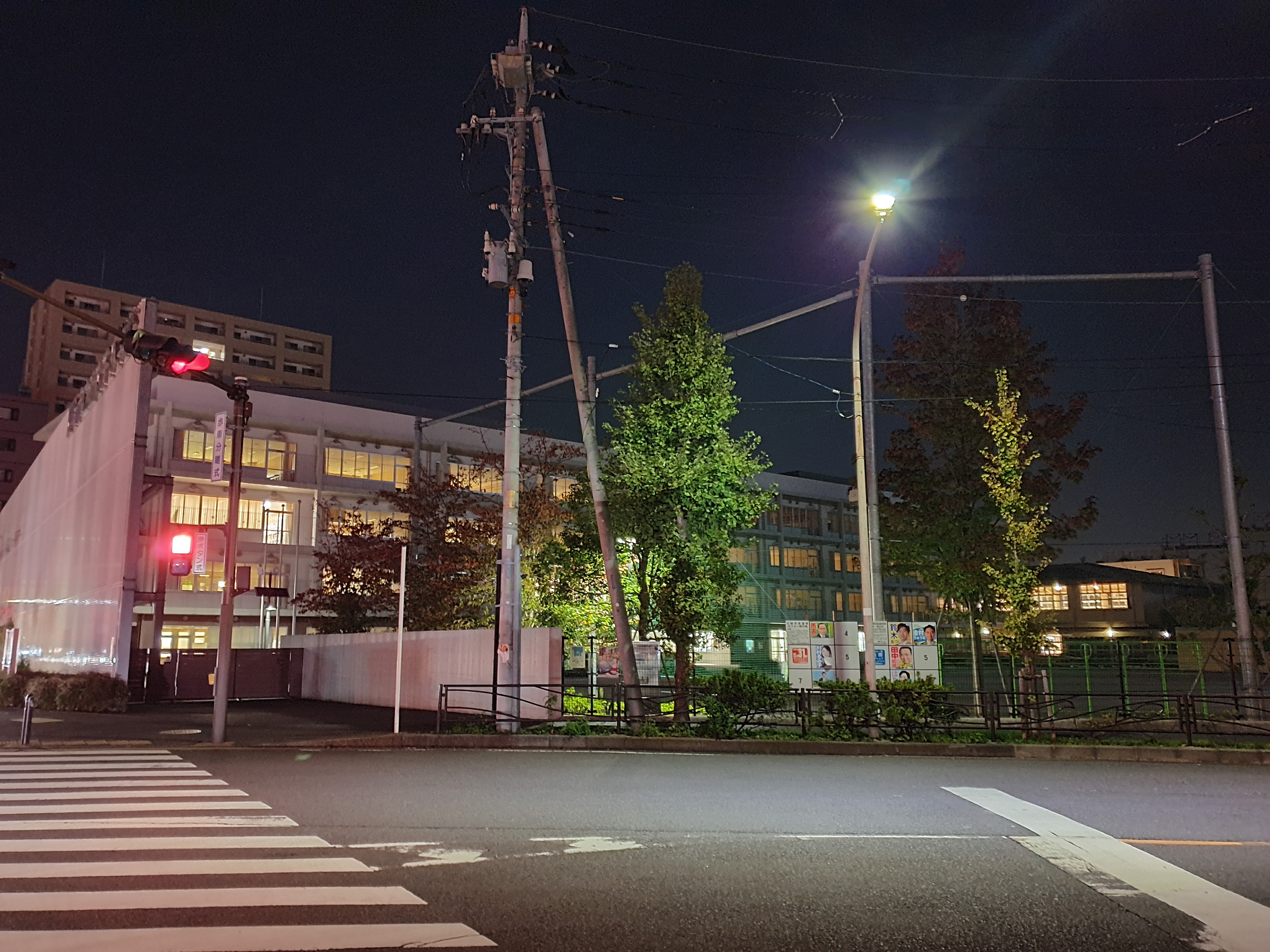
西門側から見た上丸子小学校。

上丸子小学校は1949年に川崎市立中原小学校から分離して同年4月30日に創立。当初は児童人数が多かったため午前の授業と午後の授業に分けていた。
学校行事の特徴は多摩川に近いことから多摩川学習という行事を行っている。

## 沿革
- 1948年（昭和23年） - 開校。ただし、校舎は、中原小学校校舎を仮校舎とした[2]。
- 1949年（昭和24年） - 中原小学校から独立[2]。
- 1958年（昭和33年） - 校舎完成[3]。
- 2013年（平成25年）
  - 4月 - 新校舎共用開始[4]。
  - 7月 - この月から11月まで、旧校舎解体実施[3][5]。
  - 8月4日 - 旧校舎解体前に、旧校舎の一般開放実施[3]。

## 通学区域と進学先中学校
出典：

### 通学区域
出典：
- 上丸子
- 上丸子山王町1丁目
- 上丸子山王町2丁目
- 上丸子八幡町
- 新丸子東1丁目
- 新丸子東2丁目
- 新丸子東3丁目
- 丸子通1丁目

### 進学先中学校
- 川崎市立中原中学校

## 周辺
- 神奈川県道2号東京丸子横浜線
- 川崎上丸子郵便局
- JR東海道新幹線・横須賀線 - 線路は校地のすぐ近くを通るが、横須賀線武蔵小杉駅は少し離れている。
- キズキ共育塾武蔵小杉校
  - このほか、周辺には複数の学習塾などが点在する。

## アクセス
ページ上部にある西側門までの距離
- 東急電鉄東横線・目黒線
  - 新丸子駅[8]（東口）から、徒歩約5分（約330m）。
  - 武蔵小杉駅[9]（中央口2）から、徒歩約12分（約820m）。
- JR東日本武蔵小杉駅より、
  - 横須賀線（湘南新宿ライン）（横須賀線口）から、徒歩約11分（約720m）。
  - 南武線（北口）から、徒歩約10分（約640m）。